# Bratronice (Strakonicei járás)
Bratronice falu és önkormányzat (obec) Csehország Dél-csehországi kerületének Strakonicei járásában. Területe 4,71 km², lakosainak száma 54 (2008. 12. 31). A falu Strakonicétől mintegy 13 km-re északra, České Budějovicétől 64 km-re északnyugatra, és Prágától 90 km-re délnyugatra fekszik.

## Az önkormányzathoz tartozó települések
- Bratronice
- Katovsko

## Népesség
A település népessége az elmúlt években az alábbi módon változott:
| Lakosok száma | 417  | 338  | 290  | 176  | 97   | 53   | 52   | 50   | 61   | 73   |
|               | 1869 | 1890 | 1921 | 1950 | 1980 | 2001 | 2017 | 2019 | 2022 | 2024 |